# Mistrovství světa v ledním hokeji 2011 (Divize III)
Mistrovství světa v ledním hokeji 2011 (III. divize) se konalo od 11. do 17. dubna 2011 v Kapském Městě v Jihoafrické republice.

## Účastníci
| Tým                     | Kvalifikace                                   |
| ----------------------- | --------------------------------------------- |
| Izrael                  | 6. místo v Divizi II - Skupina B a sestup.    |
| Turecko                 | 6. místo v Divizi II - Skupina A a sestup.    |
| JAR                     | Pořadatel, 2. místo v Divizi III - Skupina B. |
| Řecko                   | 2. místo v Divizi III - Skupina A             |
| Lucembursko             | 3. místo v Divizi III - Skupina A.            |
| Mongolsko               | 3. místo v Divizi III - Skupina B.            |
| Spojené arabské emiráty | 4. místo v Divizi III. - Skupina A.           |

Reprezentace  Spojených arabských emirátů před turnajem odřekla účast, neboť se nechtěla utkat s reprezentací  Izraele.

## Skupina
| Tým         | Z | V | VP | PP | P | GV | GI | +/- | B  |
| ----------- | - | - | -- | -- | - | -- | -- | --- | -- |
| Izrael      | 5 | 4 | 1  | 0  | 0 | 57 | 9  | +48 | 14 |
| JAR         | 5 | 4 | 0  | 1  | 0 | 43 | 9  | +34 | 13 |
| Turecko     | 5 | 3 | 0  | 0  | 2 | 29 | 25 | +4  | 9  |
| Lucembursko | 5 | 2 | 0  | 0  | 3 | 33 | 22 | +11 | 6  |
| Řecko       | 5 | 1 | 0  | 0  | 3 | 7  | 79 | -72 | 3  |
| Mongolsko   | 5 | 0 | 0  | 0  | 5 | 0  | 25 | -25 | 0  |

- Mongolsko se z finančních důvodů zřeklo účasti, a tak byla všechna jeho utkání kontumována.

| Datum     | Tým         | Výsledek                        | Tým         |
| --------- | ----------- | ------------------------------- | ----------- |
| 11.4.2011 | Turecko     | 5 - 0                           | Mongolsko   |
| 11.4.2011 | Řecko       | 0 - 20 (0-5, 0-7, 0-8) Report   | Lucembursko |
| 11.4.2011 | JAR         | 5 – 6 OT (2–1, 2–2, 1–2) Report | Izrael      |
| 12.4.2011 | Mongolsko   | 0 – 5                           | Řecko       |
| 12.4.2011 | Izrael      | 11 – 1 (4–0, 4–0, 3–1) Report   | Lucembursko |
| 12.4.2011 | Turecko     | 1 – 11 (0–5, 1–3, 0–3) Report   | JAR         |
| 14.4.2011 | Turecko     | 16 - 0 (6-0, 4-0, 6-0) Report   | Řecko       |
| 14.4.2011 | Izrael      | 5 - 0                           | Mongolsko   |
| 14.4.2011 | JAR         | 5 - 2 (1-1, 1-0, 3-1) Report    | Lucembursko |
| 15.4.2011 | Řecko       | 2 - 26 (0-6, 0-8, 2-12) Report  | Izrael      |
| 15.4.2011 | Lucembursko | 5 - 6 (1-1, 1-2, 3-3) Report    | Turecko     |
| 15.4.2011 | Mongolsko   | 0 – 5                           | JAR         |
| 17.4.2011 | Lucembursko | 5 – 0                           | Mongolsko   |
| 17.4.2011 | Izrael      | 9 - 1 (3-1, 5-0, 1-0) Report    | Turecko     |
| 17.4.2011 | JAR         | 17 - 0 (4-0, 6-0, 7-0) Report   | Řecko       |